# Jean-Pierre Pujol
Pour les articles homonymes, voir Pujol.
Jean-Pierre Pujol, né le 30 juin 1941 à Condom (Gers) et mort le 8 novembre 2017 à Mont-de-Marsan (Landes), est un homme politique français.

## Biographie
Jean-Pierre Pujol est suppléant du député Claude Desbons à l'Assemblée nationale et au décès de ce dernier en septembre 2001, il devient député. Lors de l'élection législative suivante, en 2002, il ne se présente pas mais est le suppléant de Philippe Martin qui est élu. Il est de nouveau suppléant de Martin lorsque ce dernier conserve son siège lors de l'élection législative de 2007.
Jean-Pierre Pujol est candidat à l'élection sénatoriale de septembre 2008. Il est battu par Aymeri de Montesquiou (Parti radical valoisien) et Raymond Vall (Parti radical de gauche).
Le 19 juillet 2013, il est élu président du conseil général du Gers en remplacement de Philippe Martin, devenu ministre de l'Écologie, du Développement durable et de l'Énergie. Il annonce sa démission de la présidence le 27 juin 2014. Jean-Pierre Pujol annonce son retrait de la vie politique en 2015.
Il s’éteint à l'hôpital Layné de Mont-de-Marsan le 8 novembre 2017 à l’âge de 76 ans. 

## Détail des fonctions et des mandats

### À l’Assemblée nationale
- 25 septembre 2001 - 18 juin 2002 : député de la 1re circonscription du Gers lors de la XIe législature de la Cinquième République

### Au Conseil général du Gers
- 19 juillet 2013 - 27 juin 2014 : Président du conseil général du Gers

- 1994 - 22 mars 2015 : Conseiller général du Gers

### Au niveau local
- 1989 - 2008 : Maire de Nogaro